# Маслюков, Константин Николаевич
Константин Николаевич Маслюков (род. 22 августа 1970, Ижевск) — советский и российский хоккеист, защитник. Тренер.

## Биография
Сын борца, мастера спорта. Занимался футболом в клубе «Дружба», тренер Владимир Михайлович Шишкин. Лет в 10-11 попал в футбольный спецкласс 56-й школы. Затем оказался в хоккейной школе «Ижстали», тренер Сергей Левашов. В 1986 году в возрасте 16 лет дебютировал в первенстве первой лиги в составе «Ижстали».
Армейскую службы провёл в СКА Свepдлoвcк (1989/90, базировался в Глазове) и «Металлурге» Серов (1990/91). Перед сезоном 1992/93 приглашался в «Металлург» Магнитогорск, но перешёл в омский «Авангард», в котором провёл восемь сезонов — 359 матчей, 48 шайб, 78 передач, 577 минут штрафа. В 1996—1999 годах был капитаном команды. Бронзовый призёр МХЛ 1995/1996.
В декабре 1996 года был отдан в аренду в тольяттинскую «Ладу» для участия в финальном раунде Кубка Европы. Для того, чтобы быть включённым в состав «Лады», Маслюков должен был провести игру в чемпионате России. До новогодней паузы оставался один тур, и Маслюков провёл эту игру 8 декабря в гостях против «Авангарда» (2:3).
Выступал за «Северсталь» (2000/01), «Нефтехимик» (2001/02). Сезон 2002/03 начал в «Сибири», после Нового года перешёл в СКА, за который провёл три матча. Затем играл за «Ижсталь» (203/04 — 2006/07), «Газовик» Тюмень (2007/08), «Саров» (2008/09).
Провёл два матча за сборную России на Шведских хоккейных играх 1995.
Юношеский тренер ХК «Штурм» Омск (2009/10 — 2011/12), тренер СДЮСАШОР А. В. Кожевникова (Омск, 2012/13). Старший тренер клуба МХЛ «Ижевская сталь» (2013/14), главный тренер СДЮСШОР «Авангард-2002» (2014/15), старший тренер ХК «Ижсталь» (2015/16), заместитель директора детской хоккейной школы «Авангард» (Ноябрьск, 2017/18), главный тренер женской сборной команды по хоккею U18 в Китае (2018/19), главный тренер СДЮСШОР «Витязь» Чехов (2019/20).
Руководитель хоккейной школы в Москве.
Сын Даниил также играл в хоккей, тренер в школе Маслюкова.